# Георги-Дамяново (община)
Георги-Дамяново (болг. Община Георги Дамяново) — община в Болгарии. Входит в состав Монтанской области.
Население общины — 3078 человек (на 16 июня 2008 года).

## Состав общины
В состав общины входят следующие населённые пункты:
1. Видлица
2. Гаврил-Геново
3. Георги-Дамяново
4. Главановци
5. Говежда
6. Дива-Слатина
7. Дылги-Дел
8. Еловица
9. Каменна-Рикса
10. Копиловци
11. Меляне
12. Помеждин
13. Чемиш